# Creys-Mépieu
Creys-Mépieu település Franciaországban, Isère megyében. Lakosainak száma 1576 fő (2022. január 1.). Creys-Mépieu Briord, Lhuis, Saint-Victor-de-Morestel, Bouvesse-Quirieu, Courtenay és Arandon-Passins községekkel határos.

## Népesség
A település népességének változása:
| Lakosok száma | 1091 | 1531 | 1543 | 1542 | 1503 | 1499 | 1503 | 1501 | 1538 | 1576 |
|               | 1999 | 2013 | 2015 | 2016 | 2017 | 2018 | 2019 | 2020 | 2021 | 2022 |